# Фісташкове морозиво
Фісташкове морозиво або морозиво з фісташками — це морозиво, приготовлене з використанням горіхів або ароматизаторів. Часто має характерний зелений колір. Фісташка також є смаком сорбету і морозива джелато. Фісташкове морозиво — це один з шарів  у спумоні.
У Бакдаші в Дамаску (Сирія) виробляється розтерте морозиво, покрите фісташками, під назвою буза. Воно має еластичну текстуру з мастики і сахлаба і відоме в усьому арабському світі. Район Аль-Міна в Триполі відомий своїм арабським морозивом, у тому числі «ашта» з фісташками. 
Воно широко виробляється великими американськими брендами.

## Галерея

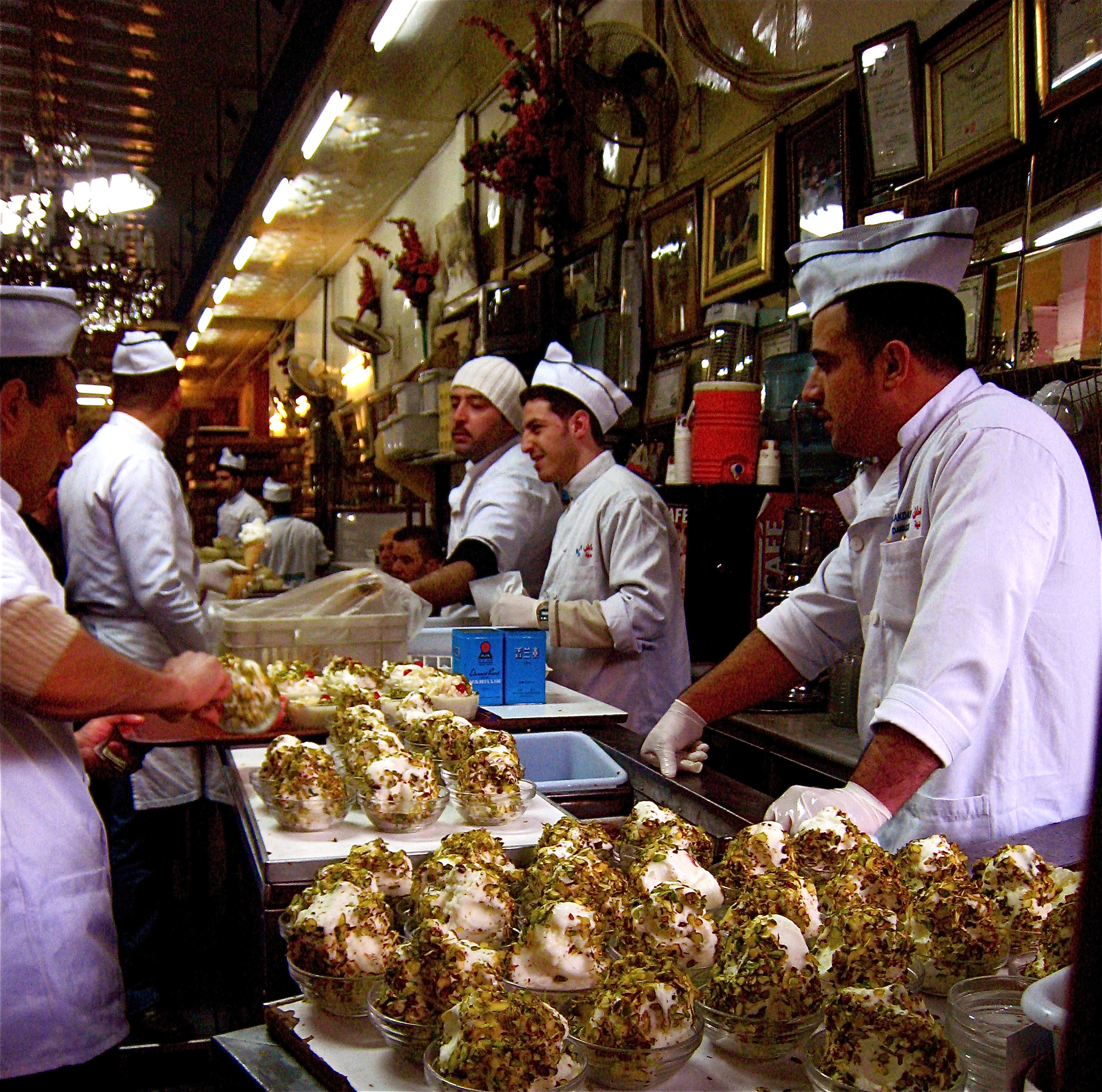
Бакдаш (кафе-морозиво) на старому базарі в Дамаску, Сирія
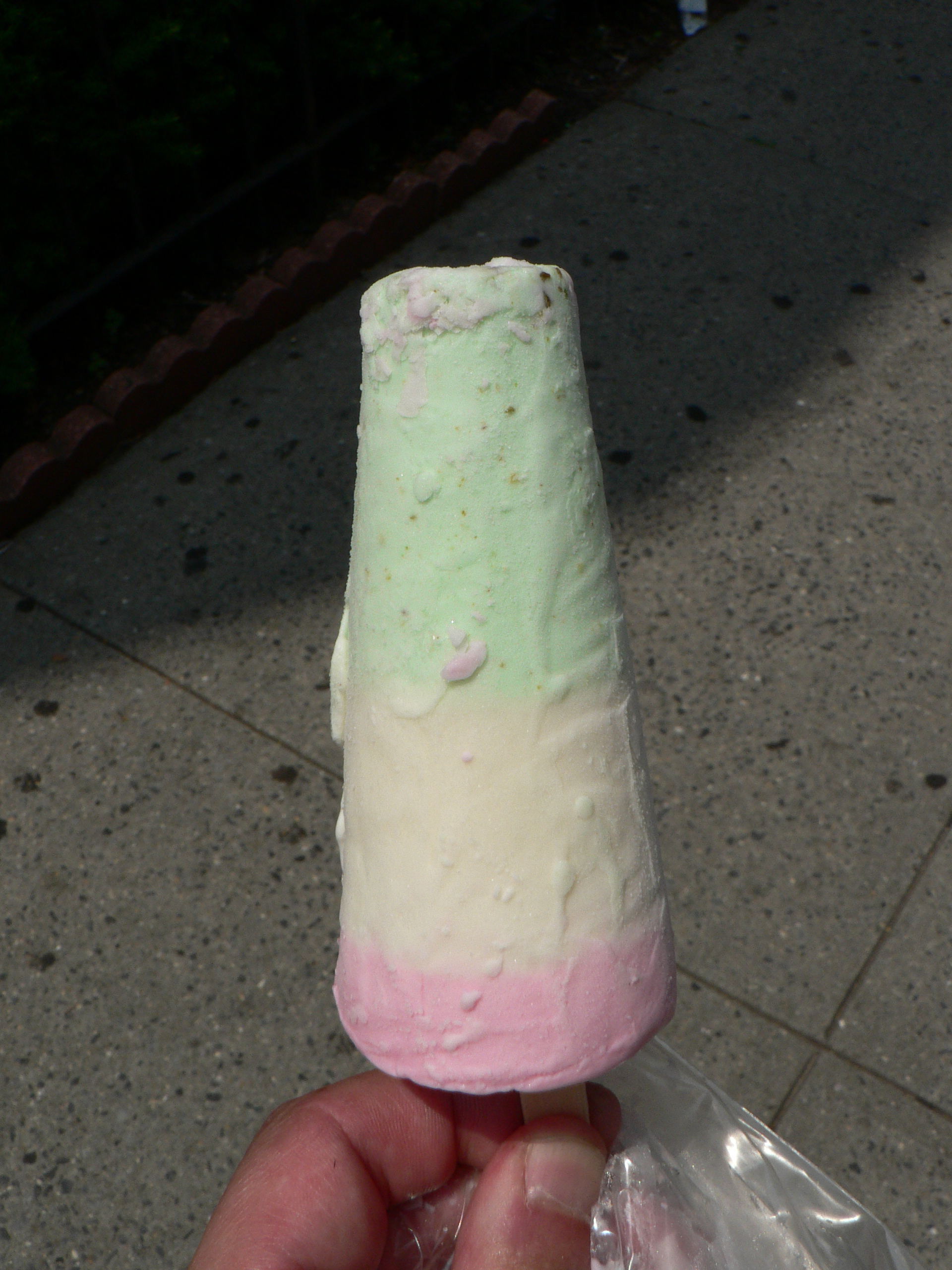
Кульфі з фісташками, ваніллю та трояндовою водою від продавця в Джексон-Хайтс (Квінс), Нью-Йорк
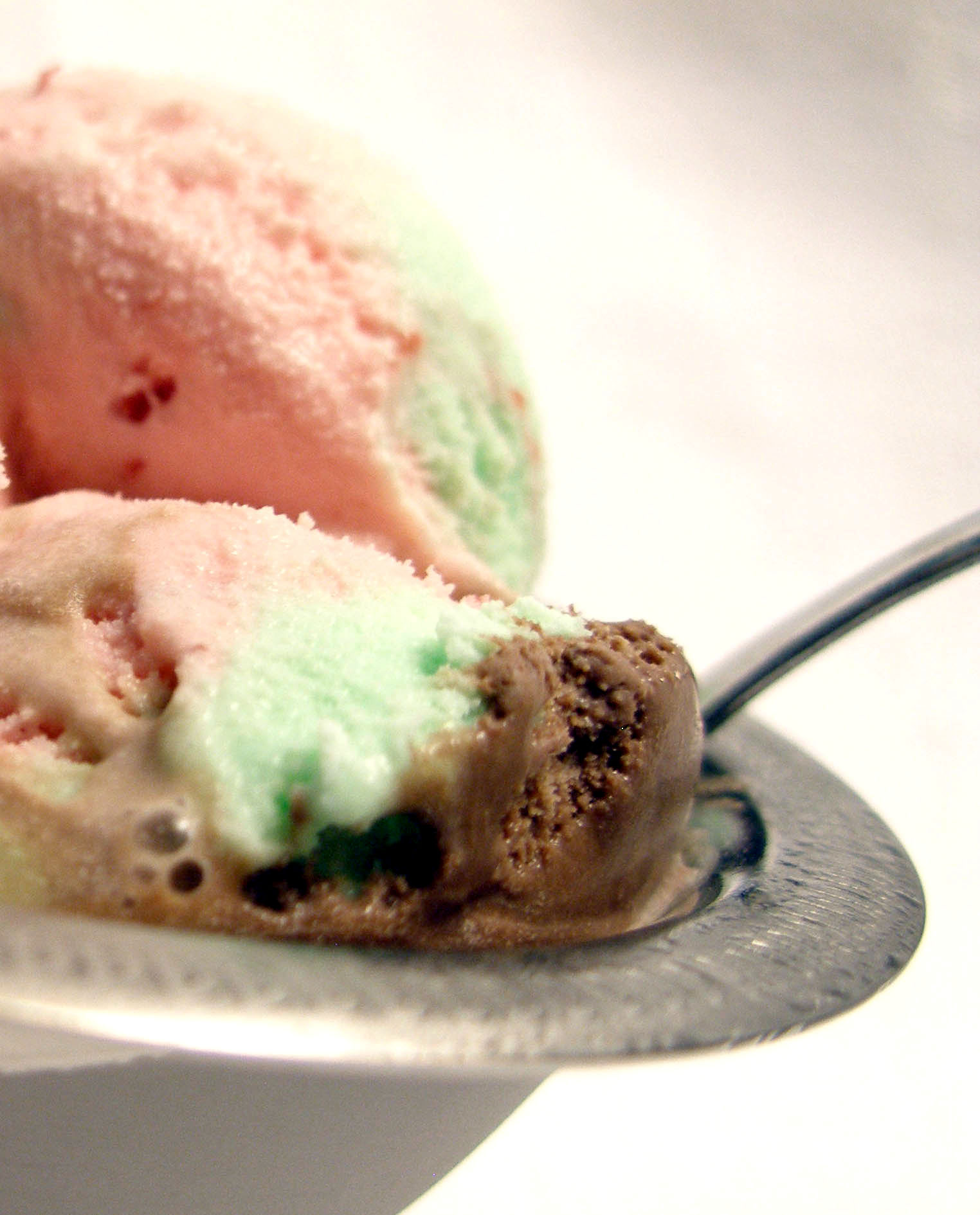
Спумоні включає шар фісташкового морозива
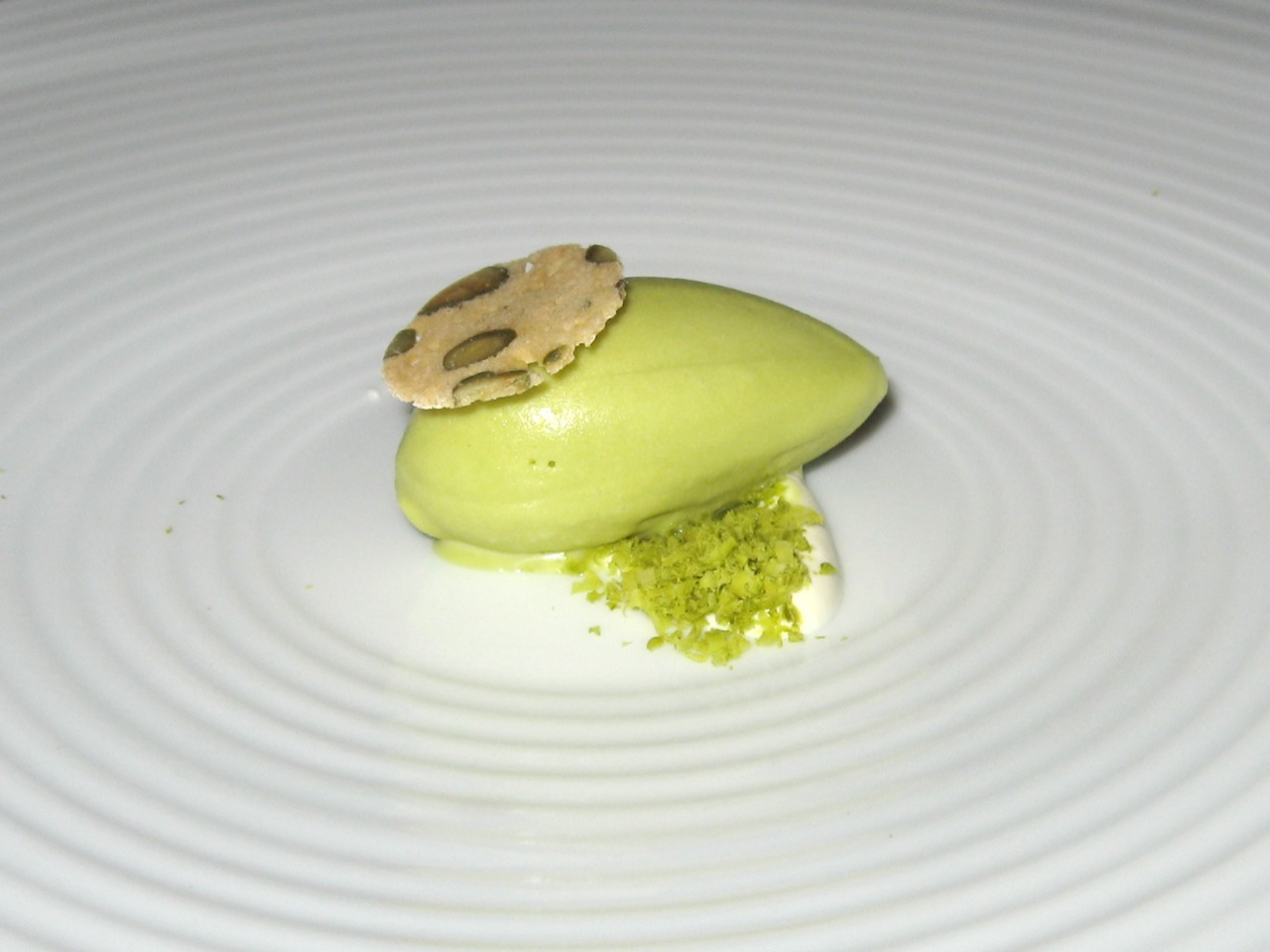
Морозиво з фісташками на збитому маскарпоне з фісташковим біскотті
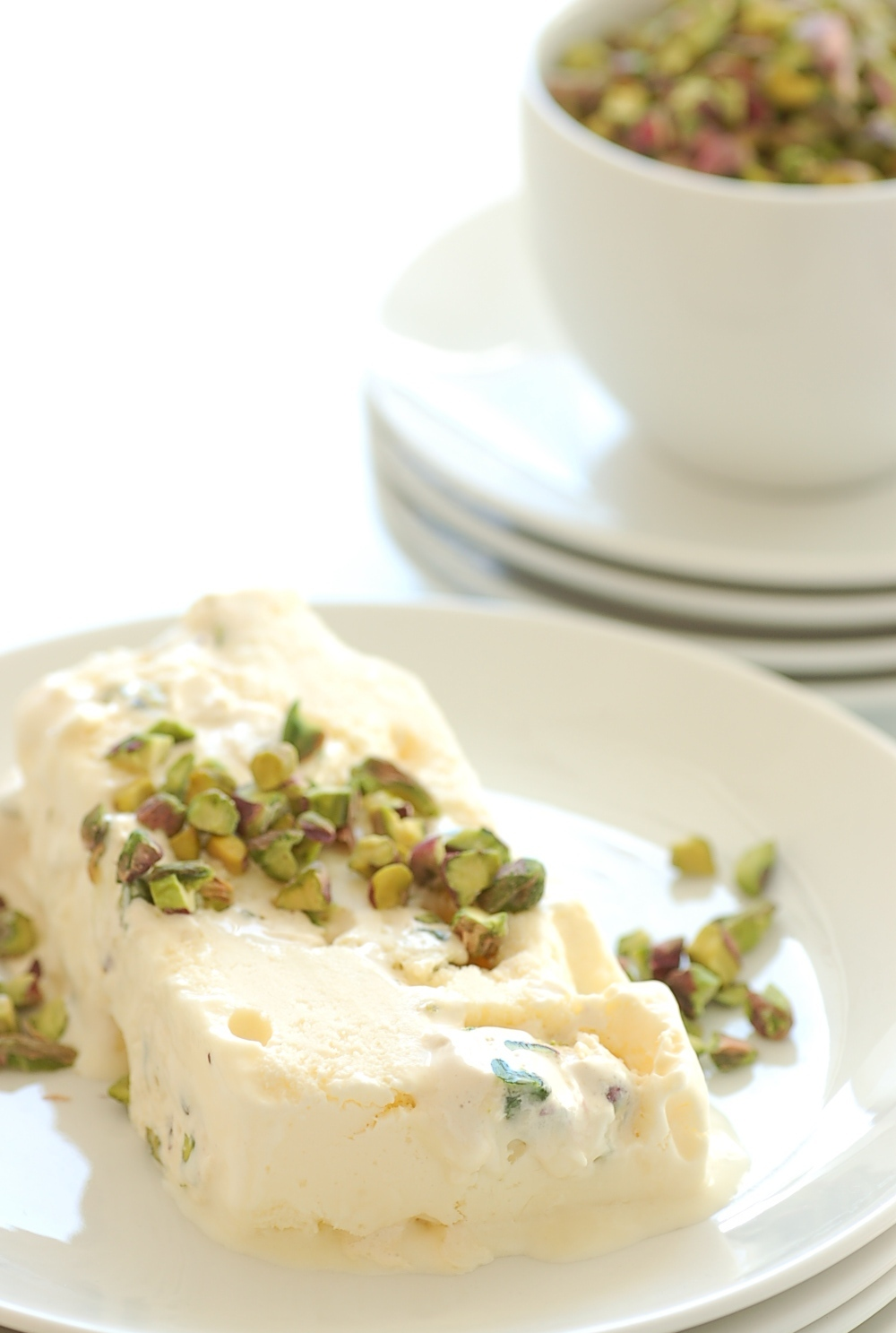
Морозиво з фісташковою нугою
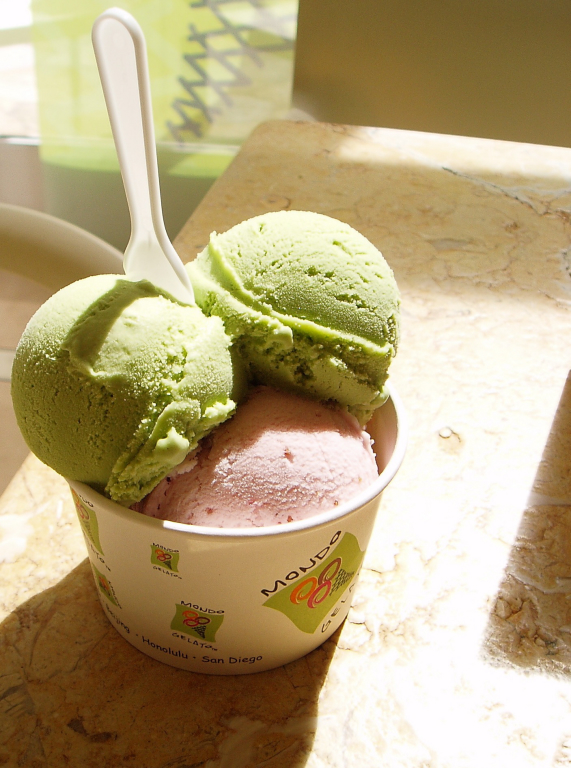
Фісташкове та полуничне морозиво
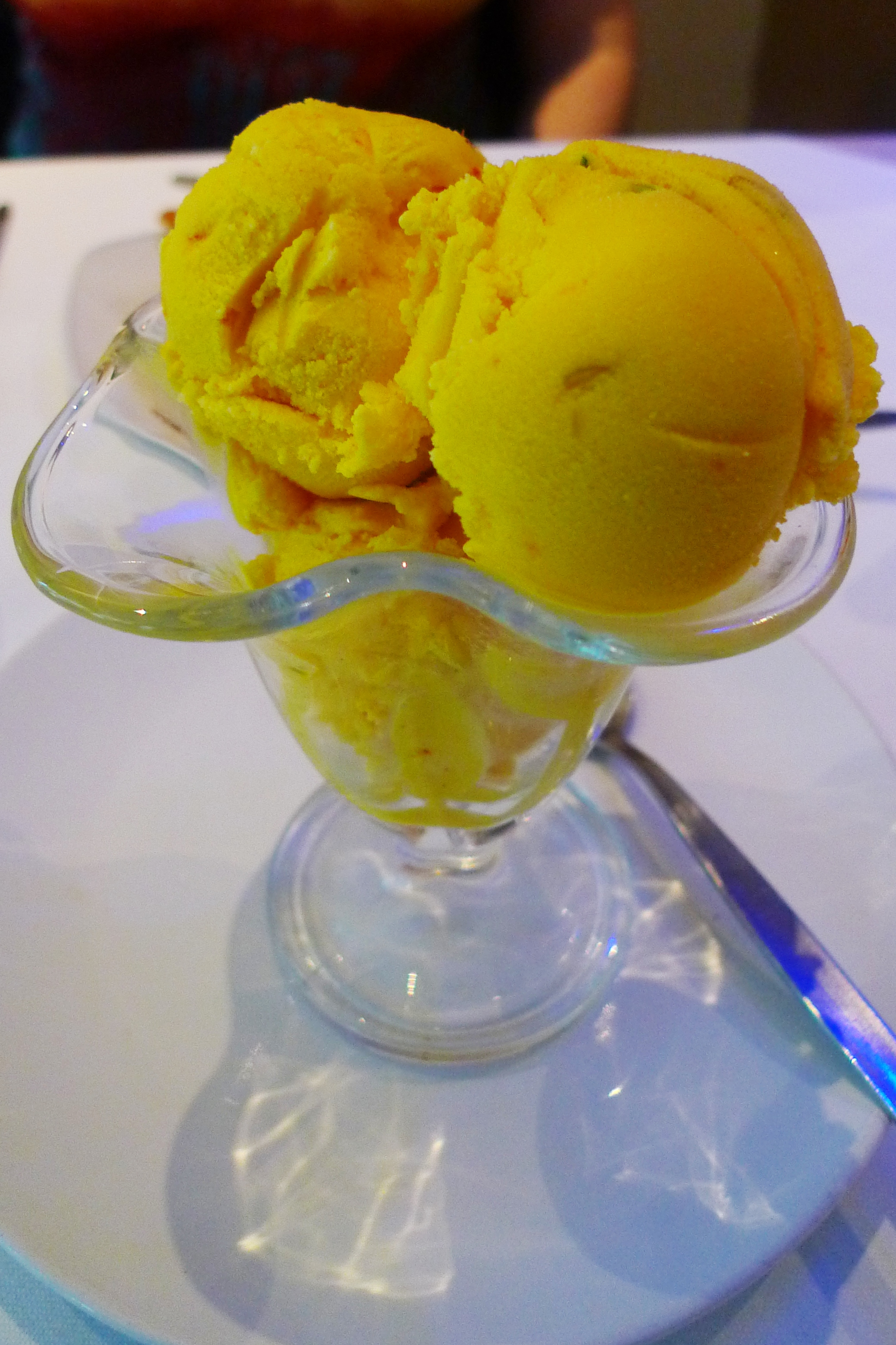
Перський бастані, приготований з шафрану та фісташок з Гілаку на Голлоувей-роуд в Аркуей, Лондон.